# The Last Stand (2013)
The Last Stand ist ein US-amerikanischer Actionfilm des Regisseurs Kim Jee-woon aus dem Jahre 2013. Der Film ist Arnold Schwarzeneggers erste Hauptrolle seit Terminator 3 – Rebellion der Maschinen aus dem Jahr 2003. Für Kim Jee-woon, Kim Jee-yong und Mowg war dies die erste US-amerikanische Produktion. Der Film kam am 31. Januar 2013 in die deutschen Kinos.

## Handlung
In der verschlafenen Kleinstadt Sommerton Junction in Arizona nahe der mexikanischen Grenze achtet der alternde Sheriff Ray Owens penibel auf die Einhaltung von Gesetzen und Regeln. Dabei beschäftigen den allseits respektierten und beliebten Gesetzeshüter meist nur kleinere Delikte wie das Falschparken des Bürgermeisters und das Abfeuern antiker Waffen durch den exzentrischen Sammler Lewis Dinkum. Wie sich herausstellt, hat er diesen Job nach einem verhängnisvollen Anti-Drogen-Einsatz des Los Angeles Police Departments angenommen, bei dem sein Partner und mehrere weitere Beamte getötet wurden.
In einer Nacht entkommt der internationale Drogenbaron Gabriel Cortez zu Beginn einer Überführung aus den Händen des FBI in Las Vegas und flüchtet in einer umgebauten Chevrolet Corvette C6 ZR1. Mit der Agentin Richards als Geisel nimmt er Kurs auf die mexikanische Grenze. Der Sportwagen erlaubt ihm dabei, Geschwindigkeiten von über 200 Meilen pro Stunde zu fahren. Um ihn aufzuhalten, lässt der leitende FBI-Agent Bannister eine Straßensperre errichten, die aber von Cortez’ Leuten mittels Waffengewalt und eines LKW mit Keilpflug durchbrochen wird, bevor er selbst mit Vollgas durchfährt.
Währenddessen kommt in Sommerton ein LKW an, der angeblich Autoersatzteile geladen hat. Dieser fährt auf die Farm des Farmers Parsons, der mit der Anwesenheit des Trucks und der ihn begleitenden Personen nicht einverstanden ist. Da er nicht kooperiert, wird er ermordet.
Gegen vier Uhr morgens fahren die alarmierten Deputies Bailey und Torrance zur Parsons-Farm, deren tägliche Milchlieferung an das örtliche Diner erstmals ausgeblieben ist. Die Deputies finden eine Fahrzeugspur, an deren Ende sie auf Cortez’ Handlanger Burrell und sein Team treffen. Diese eröffnen das Feuer und verwunden Bailey schwer. Die Deputies werden von Owens gerettet, der inzwischen von FBI-Agent Bannister darüber informiert wurde, dass Cortez auf dem Weg zur mexikanischen Grenze womöglich Sommerton passieren könnte.
Owens rast mit seinen Mitarbeitern zurück in den Ort, doch Bailey stirbt in Torrance’ Armen, bevor er behandelt werden kann. Ein Spezialkommando, das Bannister nach Sommerton geschickt hat, wird unterdessen von Cortez in einen Unfall verwickelt und so ausgeschaltet. Owens wird klar, dass die Leute auf Parsons’ Farm den Grenzübertritt Cortez’ mit einer mobilen Behelfsbrücke über den Canyon vorbereiten, der hier eine natürliche Barriere nach Mexiko bildet. Da er nicht auf externe Verstärkung hoffen kann, ernennt er Martinez, den inhaftierten Freund Baileys, und den Waffenfan Dinkum zu Deputies, um sein Team vor Cortez’ Eintreffen zu verstärken. Gemeinsam mit den beiden verbliebenen Stammkräften bereiten sie einen Gegenschlag vor.
Am frühen Morgen haben sie sich und eine Barrikade in der Stadt in Position gebracht, um den heranrasenden Cortez aufzuhalten. Um eine sichere Passage zu gewährleisten, kommt Burrell in die Stadt und versucht, die Straßen zu räumen. In einem langen Feuergefecht, unter anderem mit einem Vickers-Maschinengewehr, kann der Sheriff mit seinem Team die Angreifer zwar besiegen und Burrell töten, jedoch gelingt es Cortez, mit seinem Wagen durchzubrechen und seinen Weg zur Brücke fortzusetzen. Inzwischen ist klar, dass seine Geisel Richards in Wahrheit seine Komplizin ist, die ihm für drei Millionen Dollar bei der Flucht hilft. Um den Verdacht von ihr abzulenken, setzt er sie kurz hinter der Stadt bei voller Fahrt aus.
Owens bedient sich des Sportwagens des Bürgermeisters und nimmt alleine die Verfolgung auf. In einem Feld vor der Brücke kollidieren beide mit einem dort abgestellten Mähdrescher und setzen ihren Weg zu Fuß fort. Owens erreicht die Brücke zuerst und erwartet Cortez zum finalen Showdown. Nach einem längeren Kampf kann sich Owens schließlich durchsetzen und Cortez zur Stadt zurückbringen, wo er ihn dem inzwischen eingetroffenen FBI übergibt. Richards wird von Bannister als Komplizin von Cortez entlarvt und ebenfalls verhaftet.

## Produktion
Der Film hatte ein geschätztes Budget von 30 Millionen US-Dollar. Er spielte in den Vereinigten Staaten zwölf Millionen und weltweit weitere 36 Millionen US-Dollar ein. Gedreht wurde im Zeitraum von Oktober 2011 bis Februar 2012.

## Synchronisation
Die deutsche Synchronisation entstand nach einem Dialogbuch und unter der Dialogregie von Björn Schalla im Auftrag der Kölner Splendid Synchron GmbH.
| Darsteller            | Sprecher                  | Rolle                |
| --------------------- | ------------------------- | -------------------- |
| Arnold Schwarzenegger | Thomas Danneberg          | Sheriff Ray Owens    |
| Forest Whitaker       | Tobias Meister            | Agent John Bannister |
| Peter Stormare        | K.Dieter Klebsch          | Burrell              |
| Johnny Knoxville      | Peter Flechtner           | Lewis Dinkum         |
| Luis Guzmán           | Michael Iwannek           | Mike Figuerola       |
| John Patrick Amedori  | Constantin von Jascheroff | Aaron Mitchell       |
| Kristen DeVore Rakes  | Gundi Eberhard            | Agent Devers         |
| Genesis Rodriguez     | Ghadah Al-Akel            | Agent Ellen Richards |
| Titos Menchaca        | Hans Hohlbein             | Bürgermeister        |
| Kevin Wiggins         | Klaus Lochthove           | Chief Elkins         |
| Christiana Leucas     | Ilona Otto                | Christie             |
| Rodrigo Santoro       | Martin Kautz              | Frank Martinez       |
| Eduardo Noriega       | Matthias Deutelmoser      | Gabriel Cortez       |
| Doug Jackson          | Kaspar Eichel             | Harry                |
| Richard Dillard       | Frank-Otto Schenk         | Irv                  |
| Zach Gilford          | Robin Kahnmeyer           | Jerry Bailey         |
| Kent Kirkpatrick      | Erich Räuker              | Korman               |
| Billy Blair           | Daniel Montoya            | Mexikaner            |
| Harry Dean Stanton    | Friedrich Georg Beckhaus  | Mr. Parsons          |
| Lois Geary            | Luise Lunow               | Mrs. Salazar         |
| Daniel Henney         | Norman Matt               | Phil Hayes           |
| Chris Browning        | Uwe Jellinek              | Ponytail             |
| Mario Moreno          | Abelardo Decamilli        | Rechtsanwalt         |
| Mathew Greer          | Jürgen Kluckert           | Sam                  |
| Jaimie Alexander      | Ranja Bonalana            | Sarah Torrance       |
| Jeff Sanders          | Matthias Klages           | Swat Captain         |

## Kritiken
Der Film erhielt gemischte Kritiken. Das Filmkritik-Portal Rotten Tomatoes gibt für den Film 61 % positive Rezensionen an und er hat einen Metascore von 54 von 100 bei Metacritic.

„Der sich in exaltierten Feuergefechten verlierende Actionfilm setzt ganz auf die Popularität seines Hauptdarstellers. Die exzessive Verherrlichung des wehrhaft-waffenstrotzenden US-Bürgers wirkt dabei reichlich zynisch.“

„Der südkoreanische Regisseur Jee-woon war schlau genug, dem rasanten Actionfilm – seinem US-Debüt – eine ordentliche Portion Humor zu verpassen. Einige Jokes gehen auf Schwarzeneggers Kosten. Arnie nimmt’s sportlich. Fazit: Bei Arnie ist der Lack noch nicht ganz ab: glänzend aufpoliertes Actionkino.“

„Kim Jee-woon gelingt mit ‚The Last Stand‘ die perfekte Mischung aus Old School und Moderne: trotz schwachem US-Einspielergebnis ein standesgemäßes Comeback für Action-Ikone Arnold Schwarzenegger, das sich vor allem in der ungeschnittenen Originalfassung richtig lohnt.“

„The Last Stand ist ein schöner Actionfilm geworden, der mitunter etwas gar viel Leerlauf bietet, aber immer wieder mit Witz, Klamauk und Old-School-Action aufwarten kann. Explosionen, Schiessereien, Verfolgungsjagden und Prügeleien wissen zu gefallen, so dass man schlussendlich sagen kann, zwar keinen Überfilm gesehen zu haben, aber immerhin für knapp zwei Stunden überwiegend gut unterhalten worden zu sein.“

„Weil der Film sich nie ernst nimmt, obwohl er zumindest zweimal Betroffenheit beim Zuschauer einfordert, hinterfragt man Cortez’ Plan und einige andere Plot-Aspekte besser nicht. Gewappnet mit Toleranz, darf man sich über den absurden Touch des Ganzen und die ausgedehnte Finalkonfrontation von Gut und Böse amüsieren, in der Freunde von Pyromanie, Destruktion und harter Straßenreinigung auf ihre Kosten kommen. Nicht zu vergessen eine Serie von Onelinern, die den Genrefan vollends in die 1980er Jahre zurückführen, als Schwarzenegger tatsächlich noch ein ‚Running Man‘ war.“

## Fassungen
Kinostart des Films war der 31. Januar 2013 in einer um 22 Sekunden gekürzten FSK-16-Fassung. Schwarzeneggers Film sollte auf ein jüngeres Publikum zugeschnitten werden. Nachdem bei erwachsenen Kinogängern die Zensur ins Gespräch gekommen war, brachte Splendid Film am 7. Februar noch nachträglich die ungeschnittene Fassung ab 18 Jahren in wenigen Kinos auf die Leinwand.
Die DVD-Auswertung wurde für Mitte Mai 2013 avisiert. Der Verleih sowie der Verkauf erfolgte ebenfalls in beiden Fassungen. Für das Fernsehen wurde der Film zudem noch deutlich weiter gekürzt auf nunmehr FSK 12, was eine Ausstrahlung um 20:15 erlaubt.